# WhatsUp gold
WhatsUp Goldは、米国のソフトウェア会社、Ipswitch, Inc.（イプスイッチ社）が開発したネットワーク監視システムです。Microsoft Windows デスクトップオペレーティングシステムで機能するこのソフトウェアは、ネットワーク内のさまざまなアプリケーションやサーバー、仮想マシン、ワークフローを視覚化して監視、管理する機能を備えています。SNMP（Simple Network Management Protocol）とWMI（Windows Management Instrumentation）を使用して、情報が収集されます。イプスイッチ社は、2016年下半期に、より優れたユーザー・エクスペリエンス（UX）を提供する「WhatsUp Gold 2017」をリリースしました。

## 製品の歴史
WhatsUpという名称の先行システムがリリースされたのは1996年で、1998年にWhatsUp Goldに改名されました。持続的なソフトウェア開発により、さまざまなモジュールやプラグイン、およびツールが統合されて機能が向上しました。2010年には、WhatsUp GoldはNetwork Products Guideから「Product of the Year」賞を受賞しています。また、2010年6月にリリースされたWhatsUp Gold Engineer's Toolkitは、リリースから1ヵ月の間に5,000回以上ダウンロードされました。
WhatsUp GoldはIT Pro Awardsにおける2011年「Business Software Product of the Year」でPremium 15ソフトウェアに入賞しています。2012年には、Info Security、Network Computing、およびPC Magazineから賞を授与されました。2014年には、WhatsUp GoldはCCEVS（Common Criteria Evaluation and Validation Scheme）の認定を受けました。2016年には、ネットワークワールド・アジアの「ネットワークテスト、監視、プロテクション」部門で、リーダーズ・チョイス/ライジング・スター賞を受賞しました。
WhatsUp Goldの機能の中でも特徴的なのは、その仮想環境監視プラットフォームとユニークなライセンスモデルです。同ソフトウェアの仮想環境監視では、仮想環境が単一ダッシュボードにマッピングされ、仮想環境のパフォーマンスを統括的に監視できます。前バージョンから導入された柔軟性に富んだライセンスモデルはWhatsUp Gold 2017にも継承されました。監視構成を自由に組み合わせられ、いつでも変更できるので、コスト対効果比が高くなります。WhatsUp Gold製品スイートは、日本語、繁体字中国語、簡体字中国語、英語、フランス語、ドイツ語、イタリア語、ポルトガル語、ロシア語、スペイン語で使用することができます。

## WhatsUp Goldの概要
5つの主要な機能があります：
検出 ：ARP、SNMP、ICMP、 SSH、LLDP、WMI、Telnet などのレイヤ 2 /レイヤ 3 のネットワークテクノロジを使用し、ネットワークデバイス、システム、および相互接続に関するリソースを検出し、マップに表示することが可能です。 

マップ ：VMware、VLAN 固有情報など、物理的接続と IP 接続の両方を確認できる、ネットワークのレイヤ 2/3 トポロジマップを自動生成できます。

監視 ：ネットワーク、システム、アプリケーションインフラストラクチャの状態、可用性、およびステータスを監視できます。発生する可能性のあるパフォーマンスの問題を事前に検知し、インフラストラクチャデバイスからの SNMP トラップおよび Syslog メッセージを介して警告通知を発行することもできます。

警告 ：インフラストラクチャ全体について 1 つのダッシュボードにアラート（パフォーマンスの問題、トラフィックボトルネック、設定エラー等）を付けて表示します。マルチレベルエスカレーションも対応できます。

レポート ：レポート機能により、インフラストラクチャの状態とパフォーマンスを可視化できます。